# توني إيردمان
توني إيردمان هو فيلم كوميديا دراما ألماني- نمساوي من تأليف وإخراج مارين ادي وبطولة بيتر سيمونيشك، ساندرا هولر، إنغريد بيسو ولوسي روسل. صدر الفيلم في ألمانيا في 14 يوليو 2016.

## وصلات خارجية
- توني إيردمان على موقع IMDb (الإنجليزية)
- توني إيردمان على موقع ميتاكريتيك (الإنجليزية)
- توني إيردمان على موقع روتن توميتوز (الإنجليزية)
- توني إيردمان على موقع قاعدة بيانات الأفلام العربية
- توني إيردمان على موقع ألو سيني (الفرنسية)
- توني إيردمان على موقع Turner Classic Movies (الإنجليزية)
- توني إيردمان على موقع أول موفي (الإنجليزية)
- توني إيردمان على موقع بوكس أوفيس موجو (الإنجليزية)
- توني إيردمان على موقع فيلمافينيتي (الإسبانية)
- توني إيردمان على موقع قاعدة بيانات الأفلام السويدية (السويدية)